# Persicaria lii
Persicaria lii är en slideväxtart som beskrevs av Kitagawa. Persicaria lii ingår i släktet pilörter, och familjen slideväxter. Inga underarter finns listade i Catalogue of Life.